# Syndrome de Heerfordt
Le syndrome de Heerfordt est l'association d'une parotidite bilatérale, d'une paralysie faciale par atteinte du nerf crânien VII et d'une uvéite antérieure bilatérale (irido-cyclite). Cette association syndromique se retrouve fréquemment dans la sarcoïdose et fut décrite par le médecin danois Christian Frederick Heerfordt.
Ce syndrome retrouvé dans la sarcoïdose associe :
1. une parotidose bilatérale
2. une paralysie faciale périphérique
3. une uvéite antérieure bilatérale
4. Une fièvre